# Conjugaison des commandes
 (octobre 2023).
Si vous disposez d'ouvrages ou d'articles de référence ou si vous connaissez des sites web de qualité traitant du thème abordé ici, merci de compléter l'article en donnant les références utiles à sa vérifiabilité et en les liant à la section « Notes et références ».
En aviation, la conjugaison des commandes est une action simultanée sur le manche et le palonnier. Le pilote doit alors agir sur le palonnier du même côté que sur le manche. L'action sur le palonnier oriente la gouverne de direction vers l'intérieur du virage et corrige ainsi le lacet inverse qui tend à faire déraper l'avion vers l'extérieur du virage.